# Carlo Simonetti
Carlo Emanuele Maria Simonetti (San Giovanni Valdarno, 23 maggio 1903 – ...) è stato un pentatleta e dirigente sportivo italiano.

## Biografia
Nato nel 1903 a San Giovanni Valdarno, in provincia di Arezzo, a 24 anni partecipò ai Giochi olimpici di Amsterdam 1928, terminando 18º nell'individuale con 84 punti (19º nel tiro a segno, 16º nel nuoto, 14º nella scherma, 32º nella corsa e 3º nell'equitazione).
4 anni dopo prese di nuovo parte alle Olimpiadi, quelle di Los Angeles 1932, terminando 9º nell'individuale con 53 punti (8º nell'equitazione, 6º nella scherma, 3º nel tiro a segno, 15º nel nuoto e 21º nella corsa).
Dal 1947 al 1949 fu presidente della Federazione Italiana Pentathlon Moderno.